# St. Vitus (Neunstetten)

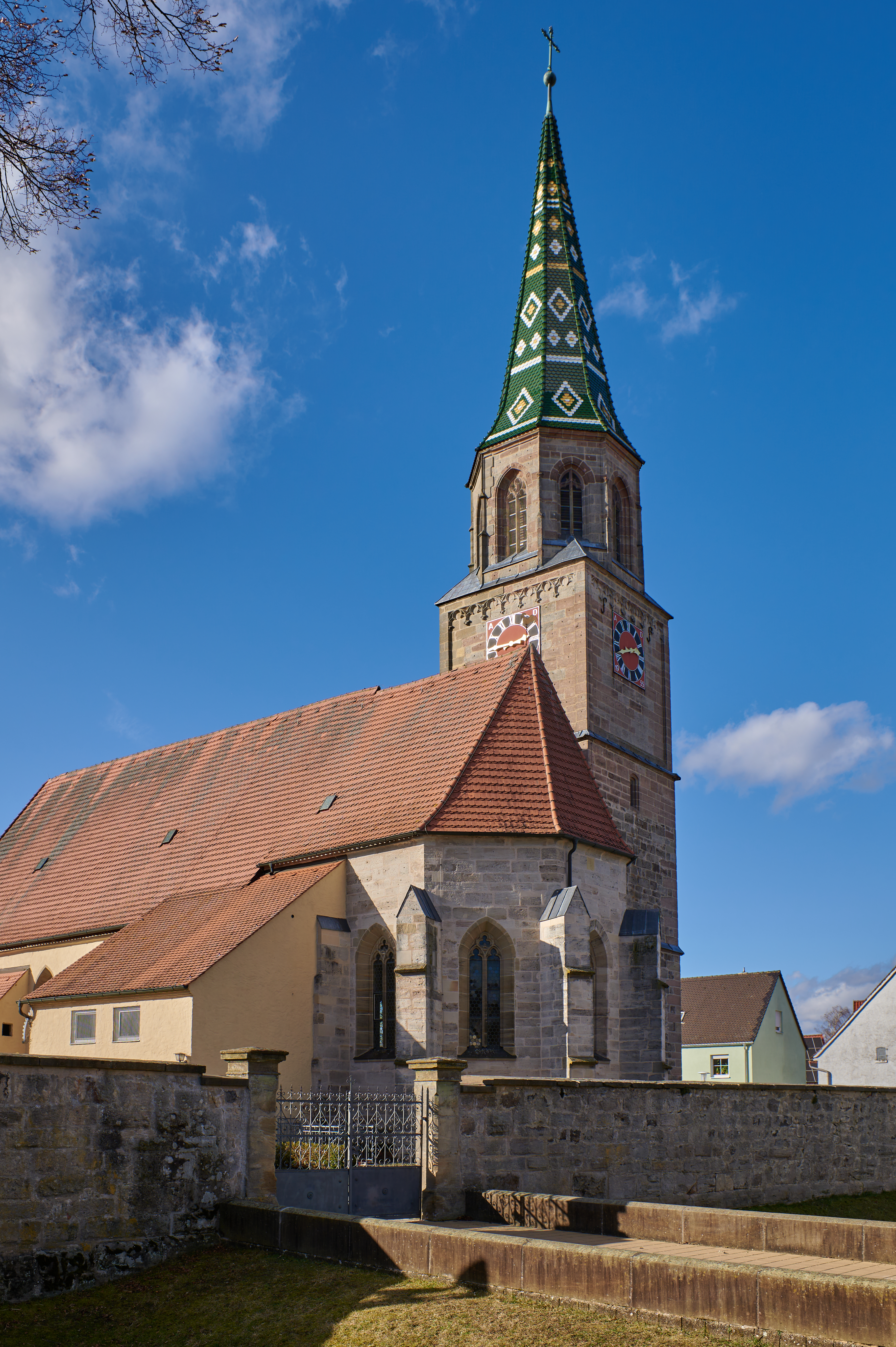
St. Vitus (Neunstetten)

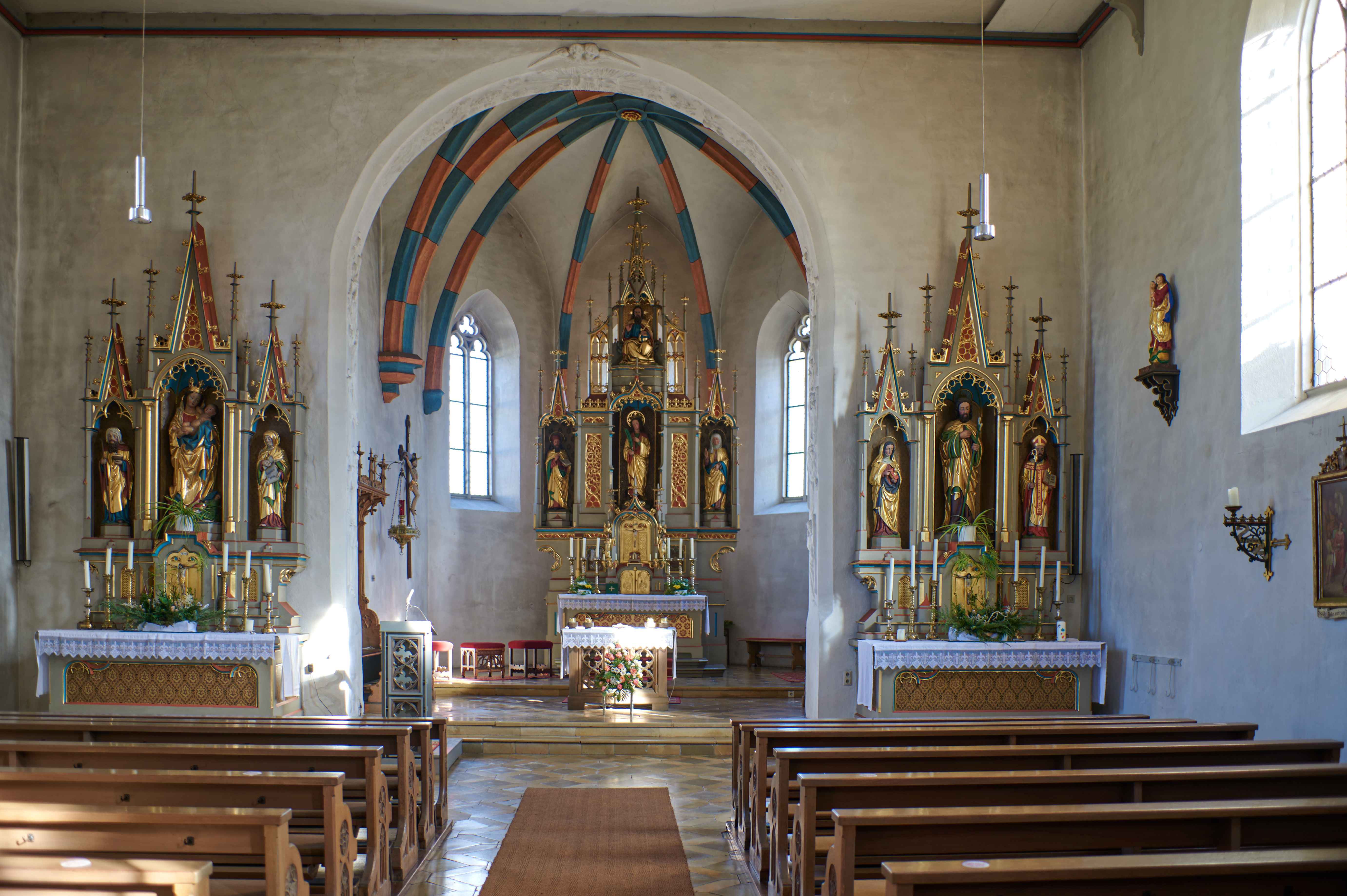
Inneres

Die römisch-katholische, denkmalgeschützte Pfarrkirche St. Vitus steht in Neunstetten, einem Gemeindeteil der Stadt Herrieden im Landkreis Ansbach (Mittelfranken, Bayern). Das Bauwerk ist unter der Denkmalnummer D-5-71-166-111 als Baudenkmal in der Bayerischen Denkmalliste eingetragen. Die Pfarrei gehört zum Pfarrverband Herrieden-Aurach im Dekanat Herrieden des Bistums Eichstätt.

## Beschreibung
Das Langhaus der Saalkirche und der Chor mit fünfseitigem Schluss im Westen wurden im späten 14. Jahrhundert gebaut. An der Nordwand des vor 1438 errichteten Chors mit 5/8-Schluss im Osten wurde 1482 der Chorflankenturm aus drei quadratischen Geschossen angebaut, der 1680/81 mit einem achteckigen Geschoss aufgestockt und mit glasierten Dachziegeln bedeckt wurde. 
Die Kirchenausstattung wurde 1866/68 neugotisch gestaltet. Der nördliche Seitenaltar mit einem Marienbildnis auf dem Altarretabel aus der Mitte des 15. Jahrhunderts blieb erhalten.